# 千歳丸 (久留米藩)
千歳丸（せんざいまる）は、幕末に久留米藩が保有した蒸気船。日本最初の観艦式に参列した艦船の一隻。
前身は、1867年にイギリスのグラスゴーで建造された商船「コケット」（Coquette）である。1867年12月頃（慶応3年11月）に久留米藩がアメリカ人商人ウォールスから長崎で購入、筑後川の旧称である千歳川にちなんで「千歳丸」と改名した。当時、久留米藩は洋式艦船の取得を急速に進めており、本艦はその7隻目であった。木造の2本マスト・1本煙突の蒸気船で、要目は全長126尺（38.2m）・甲板幅26尺（7.9m）・深さ14尺（4.2m）・トン数459トン（1800石積み）、乗員50人。武装としてフレッチレー12斤砲2門と同9斤砲4門、小銃30丁を備えていた。
戊辰戦争が勃発すると、久留米藩は明治政府方についたため、「千歳丸」も明治政府方で従軍した。慶応4年3月26日（1868年4月18日）、天保山沖観艦式に参加。
明治維新後は久留米県所管の公船になっていたが、1871年（明治4年）に「青龍丸」と改称、県内の商人への商船としての払い下げが届け出られている。
その後日本国蒸気船会社、郵便汽船三菱会社（のち、合併により日本郵船）、敦賀貿易汽船などの所有となり、1912年に塩屋合名会社に売却された。1913年3月16日、柏崎海岸で座礁し沈没した。